# Ernst Kyriss
Ernst Kyriss (* 2. Juni 1881 in Brackenheim/Württemberg; † 3. August 1974 in Stuttgart) war ein deutscher Bauingenieur und Einbandforscher.

## Leben
Von 1899 bis 1904 studierte er Bauingenieurwesen in Stuttgart und Berlin. Seit 1899 gehörte er der Burschenschaft Ulmia Stuttgart an. 1905 bis 1908 arbeitete er beim Tiefbauamt der Stadt Ulm. Danach war er von 1908 bis 1924 Regierungsbaumeister im Dienst der staatlichen Wasserstraßenverwaltung in Stuttgart. Am 1. Mai 1924 wurde er aus gesundheitlichen Gründen pensioniert.
1924 bis 1928 studierte Kyriss Kunstgeschichte in München. Hier kam er erstmals mit Inkunabeln in zeitgenössischen Einbänden in Kontakt. Er begann sich daraufhin intensiver mit der wissenschaftlichen Literatur zur Einbandkunde zu beschäftigen. Als Privatgelehrter kam er zu der Erkenntnis, dass der spätgotische Bucheinband im deutschen Sprachraum weitgehend unerforscht war. Er tätigte erste Käufe als Grundstock seiner späteren Sammlung von spätgotischen und Renaissance-Bänden.
1929 begann Kyriss seine systematische Materialsammlung von Einbanddurchreibungen der Einbandstempel in der Württembergischen Landesbibliothek Stuttgart, in Köln, Nördlingen und Nürnberg. Ab 1929 erschienen seine ersten Veröffentlichungen zur Einbandkunde, denen bis zum Jahr 1971 noch mehr als 180 folgen sollten. 1930 bis 1943 setzte er seine Einbandforschungen in Stuttgart, Ulm, Tübingen, Köln, Nürnberg, Augsburg, Luzern, Erlangen, Heilbronn, Bamberg, München, Rostock, Hamburg, Bremen, Halle, Leipzig, Merseburg, Wolfenbüttel, Regensburg, Neustadt/Aisch, Dillingen, Windsheim, Donaueschingen, Sigmaringen, Beuron, Eichstätt, Prag und Olmütz fort. 1940 promovierte er an der Universität Erlangen mit einer Dissertation über Nürnberger Klostereinbände der Jahre 1433–1525. 1945 bis 1972 erschloss und erforschte er Bucheinbände in Esslingen am Neckar, Nürnberg, Lindau, Überlingen, Hannover, Heidelberg, Karlsruhe, Freiburg im Breisgau und anderen deutschen Städten sowie in Zürich, St. Gallen, Krakau und Graz.
1951 bis 1958 veröffentlichte Kyriss sein Opus magnum Verzierte gotische Einbände im alten deutschen Sprachgebiet in vier Bänden, das bald zum Standardwerk der Einbandforschung in Deutschland wurde.
1960/1961 verkaufte er seine umfangreiche Materialsammlung mit mehr als 50.000 Durchreibungen und seiner wissenschaftlichen Handbibliothek an die Württembergische  Landesbibliothek Stuttgart mit der Gewähr, über alle Unterlagen weiterhin verfügen und mit ihnen arbeiten zu können.
1962 verkaufte er 131 Bände seiner Inkunabel- und Handschriftensammlung – alle in repräsentativen Einbänden – an die Württembergische Landesbibliothek Stuttgart.
Ernst Kyriss war einer der bedeutendsten Einbandforscher Deutschlands. Seine Sammlung von Einbanddurchreibungen wird systematisch in der Einbanddatenbank erschlossen und im Internet zur Verfügung gestellt.

## Schriften (Auswahl)
- Einbände mit Hoheitszeichen Herzog Carl Eugens. In: Ewald Lissberger (Hg.): In libro humanitas. Festschrift für Wilhelm Hoffmann zum 60. Geburtstag, 21. April 1961, Stuttgart: Klett 1962, S. 232–243.